# Titanebo cantralli
Titanebo cantralli is een spinnensoort in de taxonomische indeling van de renspinnen (Philodromidae).
Het dier behoort tot het geslacht Titanebo. De wetenschappelijke naam van de soort werd voor het eerst geldig gepubliceerd in 1972 door Sauer & Norman I. Platnick.